# エアラインパイロッツ
『エアラインパイロッツ』（AIRLINE PILOTS）は、1999年にセガがリリースしたフライトシミュレーション型の大型筐体ゲームである。開発に日本航空が協力しており、当時の最新鋭機ボーイング777-200が収録されている。
3画面のDX筐体と、1画面のSD筐体が存在する（前者は副操縦席側まで見え、操縦桿を操作する副操縦士の腕も再現されているのがわかる。因みに重量は前者が540kg、後者が250kg）。

## ゲーム概要

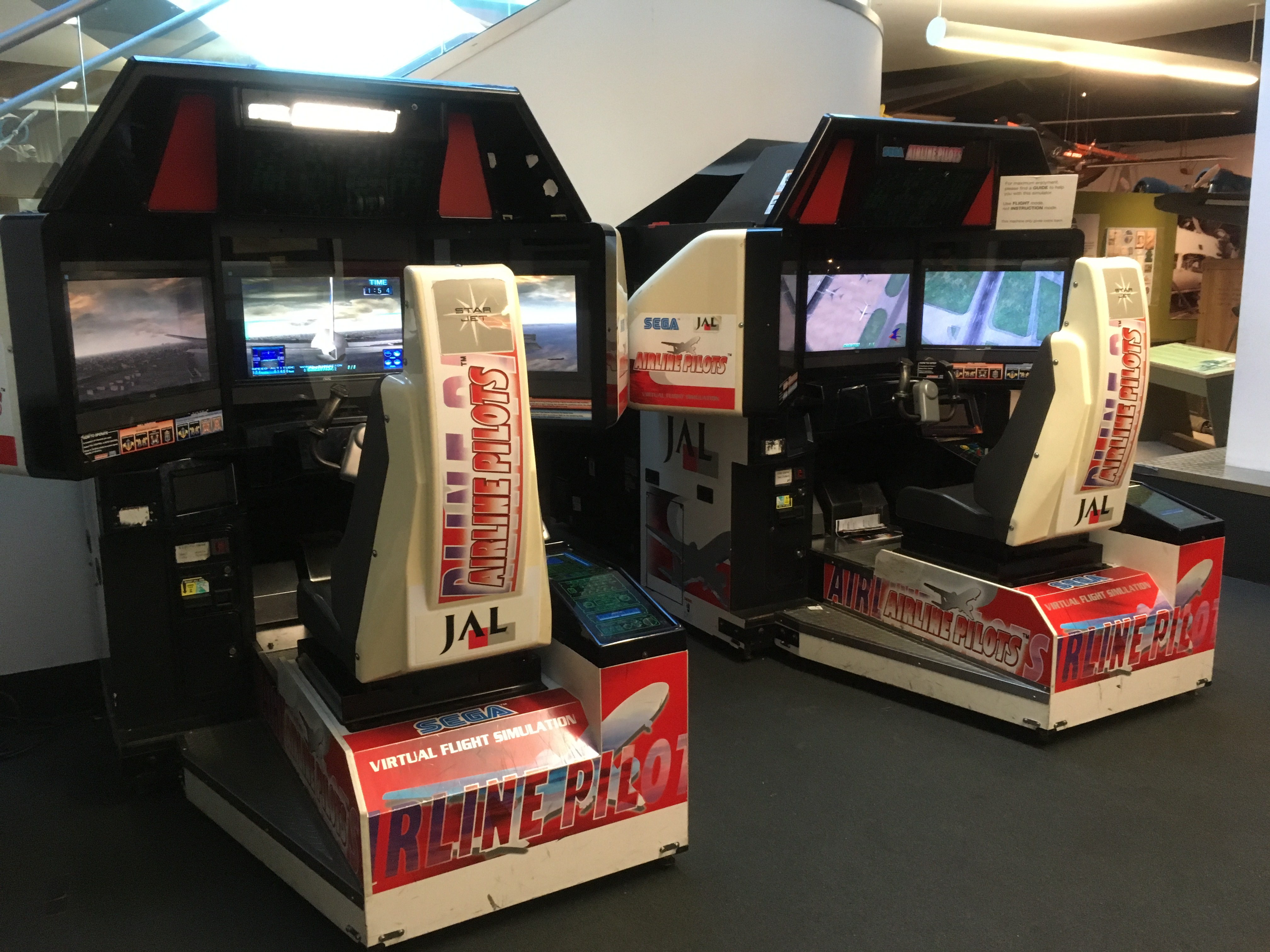
日本版DX筐体。

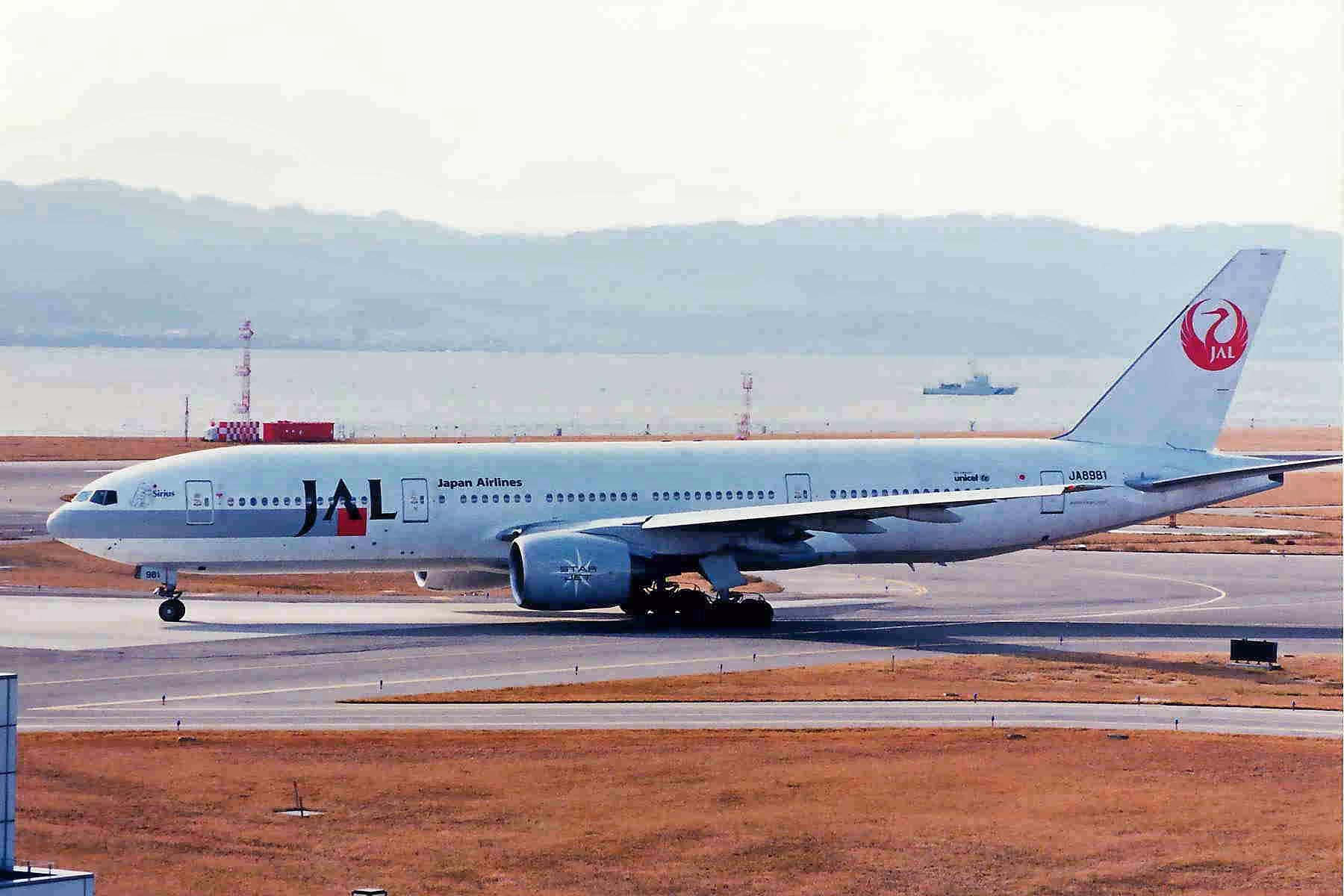
プレイヤーの操縦するボーイング777-246

プレイヤーは、東京国際空港を舞台に、日本航空のB777-246スタージェット1号機「シリウス（機体記号：JA8981 製造番号：27364/23）」（北米版では架空のセガ・エア）を操縦する。
トレーニングモードとフライトモードがあり、前者は5つのシチュエーション（離陸→旋回→着陸→エンジントラブル→悪天候下着陸）下で四角のマーカーを通過する形で飛行し、合格点以上であれば次のステージに進めるというもの。フライトモードは、昼・夕方・夜の時間帯を選択し、離陸して東京23区上空を制限時間まで自由に飛行できると言うもの。上空にはエクステンドリングがあり、通過すると制限時間が12秒増える。1分を切ると着陸するかそのまま続行するか選択できる。
筐体には操縦桿、2本式のスロットルレバー、ラダーペダル、フラップとランディングギアスイッチが装備されており、プレイ中に操作セッティングを指示される事がある。なおマニュアル操作モードではこのすべてを操作するが、オート操作モードでは操縦桿とラダーペダル以外は自動で作動する。
当時、東京の街並みをフルポリゴンで再現した数少ないゲームである。

## トレーニングモード
離陸滑走路の端から開始され、そこからフルスロットルで滑走して離陸後、マーカー通りに飛行（やや右旋回気味）する
旋回上空から開始され、そこからマーカーに沿って左→右の順に旋回する
着陸空港手前の上空から開始。横浜方面から進入し、マーカーに沿って徐々に高度と速度を落としながら、フラップ、ランディングギアを下ろし、適切に着陸する
エンジントラブル回避左エンジンの故障を想定して、左エンジンを停止させて右エンジンのみを使用して、「旋回」と同じコースを飛行する。但し弱い風も吹いている
悪天候悪天候で横風が吹く中、滑走路へ着陸する。「着陸」とはコースが違い、新木場方面から進入、中央防波堤付近で一度左に旋回してから着陸する必要があり、またその関係上途中で風向きが変化していくといった、困難なシチュエーションがある

## フライトモード
フライトモードとは、プレイヤーが自由に機体を操縦することができるモードである。
初級・中級・上級の3つが用意されている。
- 初級：昼間・無風・着陸時旋回なし（横浜方面からの進入）
- 中級：夕方・弱風・着陸時旋回あり（新木場方面からの進入）
- 上級：夜間・強風・着陸時旋回あり（中級より急カーブになる）

羽田空港を離陸後、東京上空を飛び、空にあるタイムコインを取って残り時間を増やせる（コイン1つにつき12秒延長）。
残り時間が1分になった段階でそのまま飛び続けるか、羽田に着陸をするかを選べる。